# Luigi Piattoli
Luigi Piattoli (* 1824 in Florenz; † 1888 in Alexandria) war ein italienischer Ingenieur, Architekt und Maler. Er besuchte in Florenz die Accademia delle Arti del Disegno. Mit 20 Jahren kam er nach Alexandria, wo er der wichtigste Architekt des Said Pascha wurde. Zwischen 1863 und 1869 lebte er wieder in Florenz, kehrte jedoch bald nach Ägypten zurück, um die Kunst-, Industrie- und Handelskammer von Florenz mit Bauten bei der Einweihung des Suezkanals zu repräsentieren. Er ließ sich als Bauunternehmer in Alexandria nieder, wo er starb.